# Виноградов, Алексей Иванович
Алексе́й Ива́нович Виногра́дов (12 февраля 1899 — 11 января 1940) — советский военачальник, комбриг (1939), командир 44-й стрелковой дивизии в период Советско-финской войны (1939—1940). Командовал 44-й стрелковой дивизией в битве при Суомуссалми (7 декабря 1939 года — 8 января 1940 года) в ходе советско-финской войны 1939—1940 годов, при попытке разблокировать попавшую в окружение под Суомуссалми 163-ю дивизию. Попытка окончилась катастрофой: на Раатской дороге дивизия была окружена и понесла тяжёлые потери. Вышедшего из окружения Виноградова отдали под трибунал и вскоре расстреляли перед строем дивизии.

## Биография
Родился в деревне Жегалово (ныне Залучьенское сельское поселение Тверской области) в семье крестьянина–бедняка. Русский. В 1913 году окончил сельскую начальную школу в д. Жегалово.
В марте 1919 года был призван в Красную армию РСФСР, красноармеец. Участник Гражданской войны в России — воевал на Восточном фронте против Колчака, был ранен. С июня по август 1920 года обучался на 1-х Московских курсах красных командиров, курсант. По окончании курсов воевал на Южном фронте против Махно, затем против Врангеля.
С февраля 1921 года по сентябрь 1922 года обучался на Украине на Сумских пехотных курсах (в г. Сумы), по окончании которых служил младшим командиром, затем — командиром взвода, помощником командира роты, в 143-м стрелковом полку 48-й стрелковой дивизии Московского военного округа.
С августа по октябрь 1924 года — слушатель командных курсов при 48-й стрелковой дивизии.
В 1924—1927 годах — помощник командира роты 144-го стрелкового полка той же дивизии, затем, по декабрь 1930 года, — командир роты, по май 1932 года — начальник полковой школы младшего начальствующего состава, по март 1933 года — начальник штаба того же полка. В 1934—1937 годах — на должностях начальника штаба полка в той же дивизии. Член ВКП(б) с 1930 года. С 1936 года — майор.
С июня 1937 по март 1938 года — командир 143-го стрелкового полка той же 48-й стрелковой дивизии. 28 февраля 1938 года ему досрочно и вне очереди было присвоено воинское звание «полковник».
С 20 марта 1938 по январь 1939 года полковник Виноградов был в распоряжении Управления по комначсоставу РККА. В это же время находится в специальной командировке в Китае. С 31 января 1939 года — «комбриг».
С конца января 1939 года комбриг Виноградов — командир 44-й стрелковой дивизии. Командовал 44-й стрелковой дивизией и в период освободительного похода в Западную Украину и Польшу.

### Советско-финская война

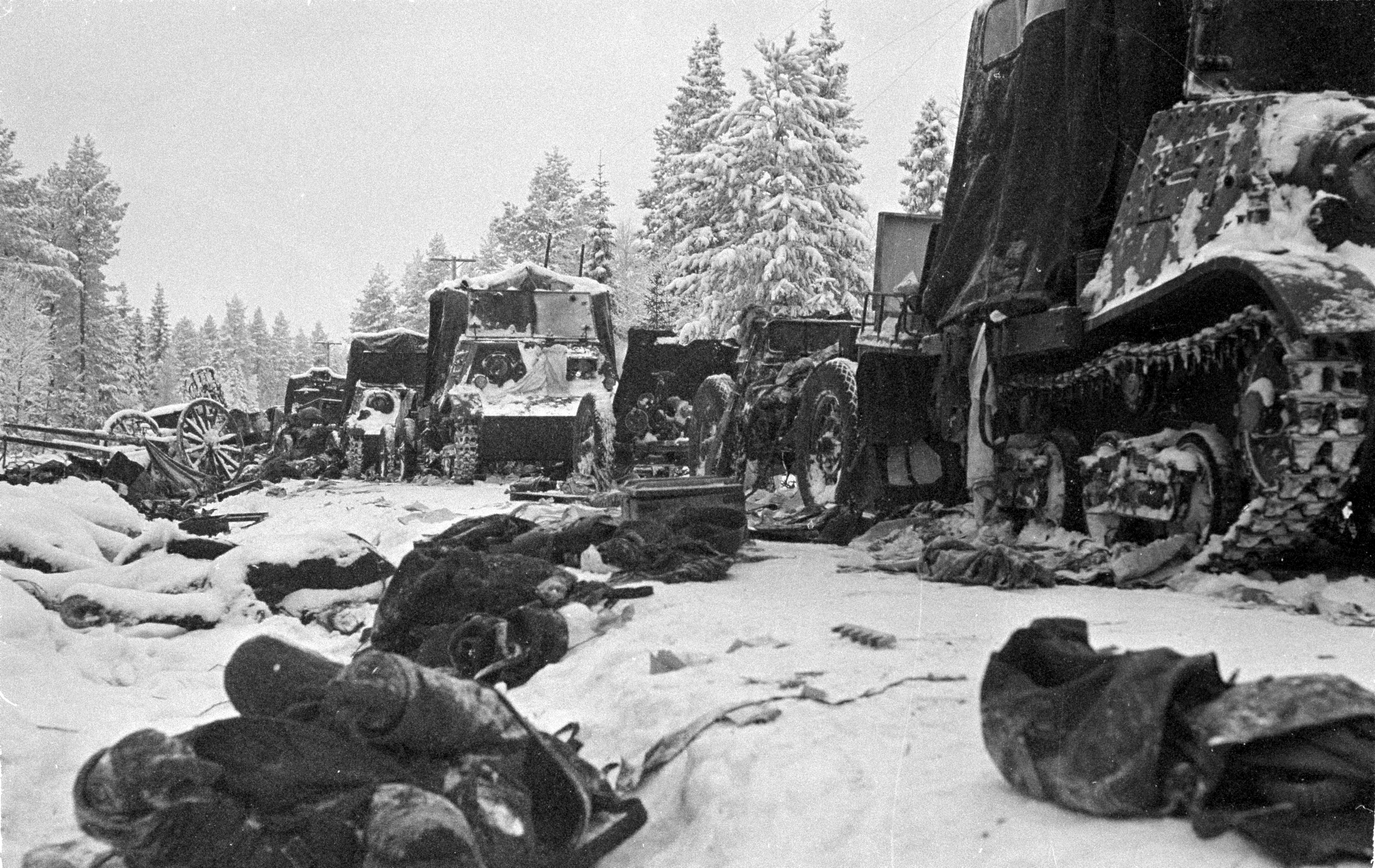
Уничтоженная на Раатской дороге советская колонна.

20 декабря 1939 года передовые отряды 44-й стрелковой дивизии, усиленной бронетанковой бригадой, вступили с территории СССР на Раатскую дорогу и стали продвигаться в направлении Суомуссалми, где находилась окружённая 163-я дивизия.
Имея в своём составе более 15 тыс. человек, более 40 танков, 120 полевых орудий, сотни грузовиков и 4,5 тыс. лошадей, дивизия, продвигаясь по дороге шириной всего 3,5 метра без организации разведки и охранения, растянулась на 20 км и была атакована с флангов многочисленными маневренными отрядами финской армии. В итоге, дивизионная колонна была расчленена на отдельные очаги сопротивления, окружена и к 6 января 1940 года разгромлена.
Дивизия, имея значительное техническое преимущество, не сумела его реализовать из-за характера местности (бездорожье) и погодных условий (снежных заносов и мороза до −40 °С). Получив приказ из штаба 9-й армии отступить, сохранив боевую технику, командир дивизии А. И. Виноградов не смог организовать его выполнение, вышел из окружения с большими потерями боевой техники и личного состава, бросив раненных и самоустранившись от командования.
В боях на Раатской дороге 44-я стрелковая дивизия понесла тяжёлые потери в личном составе: из почти 14 тысяч приписного состава, погибло и пропало без вести от 4 тыс. (по советским данным) до 9 тыс. (по финским данным) военнослужащих. Потери материальной части составили: 37 76-мм пушек, 16 122-мм гаубиц, 25 45-мм пушек, 37 танков Т-26 и Т-38, 150 автомашин, 280 станковых и ручных пулемётов.
Командир дивизии комбриг А. И. Виноградов, начальник штаба полковник О. И. Волков и начальник политотдела полковой комиссар И. Т. Пахоменко, покинувшие дивизию в решающий момент битвы, 11 января 1940 года были осуждены военным трибуналом 9-й армии и расстреляны перед строем дивизии.
17 ноября 1990 года решением военного трибунала Ленинградского военного округа А. И. Виноградов был реабилитирован.

## Награды
- Орден Красного Знамени (1939)
- Медаль «XX лет Рабоче-Крестьянской Красной Армии» (1939)

## Мнения и оценки
Надо прямо сказать, что в то время наши войска оказались малоприспособленными вести войну в условиях Финского театра. Леса и озера, бездорожье и снега были для них серьёзным препятствием. Очень тяжело пришлось, в частности, 44-й стрелковой дивизии, которая прибыла с Украины и сразу же под Суомуссалми попала в окружение. Командовал этой дивизией А. И. Виноградов.
Для расследования обстоятельств дела и оказания помощи окруженным по указанию И. В. Сталина в 9-ю армию был послан Л. З. Мехлис. Донесения его часто проходили через мои руки и всегда оставляли в душе горький осадок: они были черны как ночь. Пользуясь предоставленными ему правами, Мехлис снимал с командных постов десятки людей, тут же заменяя их другими, привезенными с собой. Для комдива Виноградова он потребовал расстрела за потерю управления дивизией.
— С. М. Штеменко, сотрудник Оперативного управления Генерального штаба в период Советско-Финской войны, из книги воспоминаний «Генеральный штаб в годы войны. В дни огорчений и побед»

## Комментарии
1. ↑  По финским данным, на момент начала наступления дивизия насчитывала 20 тыс. человек (Kulju[уточнить] 2007, стр. 225)